# Кауш
Кау̀ш (или коу̀ш) (от руски: кóуш, заето от холандски kous – чорап) е капковидна, кръгла, крушовидна или триъгълна обковка от метал с жлеб на външната страна. Каушът се поставя в клупа на въжето (ушето), за да го предпази от протриване. Самият клуп се получава по-плавен.
Каушът широко се използва в товароподемните устройства, използва се при направата на сапаните. 
В морската практика каушите се използват за закрепване на канатите (въжетата) към конструкцията или такелажа на съда.
Каушите често се правят от легирана стомана и поцинковат, но има и пластмасови.
Английският термин е thimble.